# Hubert Horstmann
 Hubert Horstmann (* 23. Dezember 1937 in Mosbach) ist ein deutscher Philosoph und Science-Fiction-Autor.

## Leben und Werk
Horstmann, der Sohn eines Försters war, absolvierte zunächst eine Lehre zum Gärtner, holte 1955 bis 1958 das Abitur auf der ABF nach und studierte dann 1958 bis 1963 Philosophie und Mathematik in Berlin. Er promovierte 1972 über den Positivismus, habilitierte sich 1982 und hatte in den 1980er Jahren eine Professur für Philosophie an der Akademie der Wissenschaften der DDR. Er veröffentlichte zahlreiche philosophische Schriften und übersetzte aus dem Russischen.
1996 gab er beim Akademie Verlag Berlin die Theodicee von Gottfried Wilhelm Leibniz heraus.
Horstmann debütierte als Belletristikautor 1966 mit dem Roman Die Stimme der Unendlichkeit. Aufsehen erregte sein zweiter Roman Die Rätsel des Silbermonds. Horstmanns Schilderung einer nichtmenschlichen, von Aggressionen freien Zivilisation auf dem Saturnmond Titan sprengte das bis dahin in der Science-Fiction-Literatur der DDR vorherrschende anthropozentrische Weltbild und war „als psychologisches Kammerspiel inszeniert“.

## Bibliographie
Belletristik
- Die Stimme der Unendlichkeit. Zukunftsroman. Verlag Das Neue Berlin, Gelbe Reihe, Berlin 1966.
- Die Rätsel des Silbermonds. Utopischer Roman. Verlag Das Neue Berlin, Berlin 1971.
- Christian Franz Paullini 1645 – 1712. Historischer Roman. BKP Verlag Zweibrücken 2011. ISBN 978-3-9813424-5-1

Sachliteratur
- Der Physikalismus als Philosophie und Weltanschauung. Ein Beitrag zur Auseinandersetzung mit der positivistischen Denkweise. Dissertationsschrift, Berlin 1972.
- Der Physikalismus als Modellfall positivistischer Denkweise (= Zur Kritik der bürgerlichen Ideologie, Bd. 26). Akademie Verlag, Berlin 1973.
- Studien zur metaphysischen und dialektisch-materialistischen Denkweise (= Schriften zur Philosophie und ihrer Geschichte, Bd. 5). Akademie Verlag, Berlin 1977.
- mit Walter Hollitscher: Materie – Bewegung – kosmische Entwicklung. Akademie-Verlag, Berlin 1983.
- Zum Problem des Verhältnisses zwischen Objektivität und Parteilichkeit in Philosophie, Einzelwissenschaften und Alltagsdenken. Habilitationsschrift, Berlin 1982.
- mit Walter Hollitscher: Naturbild und Weltanschauung. Akademie-Verlag, Berlin 1985.